# Port lotniczy Savannakhet
Port lotniczy Savannakhet (IATA: ZVK, ICAO: VLSK) – port lotniczy położony w Savannakhet. Jest czwartym co do wielkości portem lotniczym w Laosie.